# Henri XVI de Bavière
Henri XVI (1386 – 30 juillet 1450, Landshut), dit « le Riche » (der Reiche), est duc de Bavière de 1393 à sa mort. Fils de Frédéric le Riche et de Maddalena Visconti, il lui succède à la tête du duché de Bavière-Landshut. Il sort victorieux de la longue querelle qui l'oppose à son cousin Louis VII de Bavière-Ingolstadt, dont il récupère les terres à sa mort, en 1447.
Le 25 novembre 1412, il épouse Marguerite, fille du duc Albert IV d'Autriche et de Jeanne-Sophie de Bavière, dont :
- Jeanne (1413-1444), épouse en 1430 Othon de Bavière
- Albert (1414-1418)
- Frédéric (1415-1416)
- Louis IX (1417-1479)
- Élisabeth (1419-1451), épouse en 1445 Ulrich V de Wurtemberg
- Marguerite (1420-?), nonne à Seligental